# Championnats du monde juniors de patinage artistique 1987
Navigation
Édition précédente Édition suivante
Les Championnats du monde juniors de patinage artistique 1987 ont lieu du 2 au 7 décembre 1986 au Memorial Auditorium Complex de Kitchener au Canada. 

## Qualifications
Les patineurs sont éligibles à l'épreuve s'ils représentent une nation membre de l'Union internationale de patinage (International Skating Union en anglais) et s'ils ont moins de 19 ans avant le 1er juillet 1986, sauf pour les messieurs qui participent au patinage en couple et à la danse sur glace où l'âge maximum est de 21 ans. Les fédérations nationales sélectionnent leurs patineurs en fonction de leurs propres critères.
Sur la base des résultats des championnats du monde juniors 1986, l'Union internationale de patinage autorise chaque pays à avoir de une à trois inscriptions par discipline. 

## Podiums
| Épreuves                            | Or                                 | Argent                                 | Bronze                          |
| ----------------------------------- | ---------------------------------- | -------------------------------------- | ------------------------------- |
| Messieurs résultats détaillés       | Rudy Galindo                       | Todd Eldredge                          | Yuriy Tsymbalyuk                |
| Dames résultats détaillés           | Cindy Bortz                        | Susanne Becher                         | Shannon Allison                 |
| Couples résultats détaillés         | Elena Leonova / Gennadi Krasnitski | Ekaterina Murugova / Artem Torgashev   | Kristi Yamaguchi / Rudy Galindo |
| Danse sur glace résultats détaillés | Ilona Melnichenko / Gennadi Kaskov | Oksana Grichtchouk / Alexandr Chichkov | Catherine Pal / Donald Godfrey  |

## Tableau des médailles
| Rang  | Nation               | Or | Argent | Bronze | Total |
| ----- | -------------------- | -- | ------ | ------ | ----- |
| 1     | Union soviétique     | 2  | 2      | 1      | 5     |
| 2     | États-Unis           | 2  | 1      | 1      | 4     |
| 3     | Allemagne de l'Ouest | 0  | 1      | 0      | 1     |
| 4     | Canada               | 0  | 0      | 2      | 2     |
| Total | Total                | 4  | 4      | 4      | 12    |

## Détails des compétitions
Pour la saison 1986/1987, les calculs des points se font selon la méthode suivante :
- chez les Messieurs et les Dames (0.6 point par place pour les figures imposées, 0.4 point par place pour le programme court, 1 point par place pour le programme libre)
- chez les couples artistiques (0.4 point par place pour le programme court, 1 point par place pour le programme libre)
- en danse sur glace (0.6 point par place pour les trois danses imposées, 0.4 point par place pour la danse originale, 1 point par place pour la danse libre)

### Messieurs
| Rang                                      | Nom               | Nation               | Points | Fig. impo. | Prog. court | Prog. libre |
| ----------------------------------------- | ----------------- | -------------------- | ------ | ---------- | ----------- | ----------- |
| 1                                         | Rudy Galindo      | États-Unis           | 3.2    | 3          | 1           | 1           |
| 2                                         | Todd Eldredge     | États-Unis           | 4.4    | 2          | 3           | 2           |
| 3                                         | Yuriy Tsymbalyuk  | Union soviétique     | 5.4    | 1          | 2           | 4           |
| 4                                         | Cameron Birky     | États-Unis           |        |            |             |             |
| 5                                         | Daniel Weiss      | Allemagne de l'Ouest |        |            |             |             |
| 6                                         | Michael Shmerkin  | Union soviétique     |        | 16         | 5           |             |
| 7                                         | Sergei Dudakov    | Union soviétique     |        |            |             |             |
| 8                                         | Éric Millot       | France               |        |            |             |             |
| 9                                         | Brent Frank       | Canada               |        | 7          |             | 15          |
| 10                                        | Jaroslav Suchý    | Tchécoslovaquie      |        |            |             |             |
| 11                                        | Sean Abram        | Australie            |        |            |             |             |
| 12                                        | Tomoaki Koyama    | Japon                |        |            |             |             |
| 13                                        | Daisuke Nishikawa | Japon                |        |            |             |             |
| 14                                        | Rico Krahnert     | Allemagne de l'Est   |        |            |             |             |
| 15                                        | Oliver Dechert    | Allemagne de l'Ouest |        |            |             |             |
| 16                                        | Alcuin Schulten   | Pays-Bas             |        |            |             |             |
| 17                                        | Cornel Gheorghe   | Roumanie             |        |            |             |             |
| 18                                        | Jung Sung-il      | Corée du Sud         |        |            |             |             |
| 19                                        | Steven Cousins    | Royaume-Uni          |        |            |             |             |
| 20                                        | Alexandre Geers   | Belgique             |        |            |             |             |
| 21                                        | Liu Wei           | Chine                |        |            |             |             |
| 22                                        | Geoffrey Blee     | Australie            |        |            |             |             |
| 23                                        | Claudio Fico      | Italie               |        |            |             |             |
| 24                                        | Christopher Blong | Nouvelle-Zélande     |        |            |             |             |
| Patineur éliminé après le programme court |                   |                      |        |            |             |             |
| 25                                        | Armin Withalm     | Autriche             |        |            |             | NC          |

### Dames
| Rang | Nom                   | Nation               | Points | Fig. impo. | Prog. court | Prog. libre |
| ---- | --------------------- | -------------------- | ------ | ---------- | ----------- | ----------- |
| 1    | Cindy Bortz           | États-Unis           | 3.2    | 3          | 1           | 1           |
| 2    | Susanne Becher        | Allemagne de l'Ouest | 3.4    | 1          | 2           | 2           |
| 3    | Shannon Allison       | Canada               | 6.6    | 4          | 3           | 3           |
| 4    | Holly Cook            | États-Unis           |        | 2          |             |             |
| 5    | Natalia Skrabnevskaya | Union soviétique     |        |            | 4           |             |
| 6    | Inga Gauter           | Allemagne de l'Est   |        |            |             |             |
| 7    | Junko Yaginuma        | Japon                |        |            |             |             |
| 8    | Kyoko Ina             | Japon                |        |            |             |             |
| 9    | I. Kuzmina            | Union soviétique     |        |            |             |             |
| 10   | Claude Péri           | France               |        |            |             |             |
| 11   | Patricia Wirth        | Allemagne de l'Ouest |        |            |             |             |
| 12   | Angie Folk            | Canada               |        | 6          | 13          |             |
| 13   | Anisette Torp-Lind    | Danemark             |        |            |             |             |
| 14   | Jana Petrušková       | Tchécoslovaquie      |        |            |             |             |
| 15   | Fiona Ritchie         | Royaume-Uni          |        |            |             |             |
| 16   | Gina Fulton           | Royaume-Uni          |        |            |             |             |
| 17   | Sandy Suy             | Belgique             |        |            |             |             |
| 18   | Ines Klubal           | Suède                |        |            |             |             |
| 19   | Ji Hyun-jung          | Corée du Sud         |        |            |             |             |
| 20   | Kimberley Price       | Australie            |        |            |             |             |
| 21   | Belinda Leiter        | Autriche             |        |            |             |             |
| 22   | Zhang Bo              | Chine                |        |            |             |             |
| 23   | Rosanna Blong         | Nouvelle-Zélande     |        |            |             |             |
| 24   | Katalin Rózsa         | Hongrie              |        |            |             |             |

### Couples
| Rang | Nom                                         | Nation             | Points | Prog. court | Prog. libre |
| ---- | ------------------------------------------- | ------------------ | ------ | ----------- | ----------- |
| 1    | Elena Leonova / Gennadi Krasnitski          | Union soviétique   |        |             |             |
| 2    | Ekaterina Murugova / Artem Torgashev        | Union soviétique   |        |             |             |
| 3    | Kristi Yamaguchi / Rudy Galindo             | États-Unis         |        |             |             |
| 4    | Mandy Hannebauer / Marno Kreft              | Allemagne de l'Est |        |             |             |
| 5    | Irina Saifutdinova / Andrei Bardykin        | Union soviétique   |        |             |             |
| 6    | Ginger Tse / Archie Tse                     | États-Unis         |        |             |             |
| 7    | Jody Barnes / Rob Williams                  | Canada             |        |             |             |
| 8    | Marie-Josée Fortin / Jean-Michel Bombardier | Canada             |        |             |             |
| 9    | Catherine Barker / Neil Herring             | Royaume-Uni        |        |             |             |
| 10   | Chen Liling / Qiu Wenjun                    | Chine              |        |             |             |

### Danse sur glace
| Rang | Nom                                        | Nation               | Points | Danses imposées | Danse originale | Danse libre |
| ---- | ------------------------------------------ | -------------------- | ------ | --------------- | --------------- | ----------- |
| 1    | Ilona Melnichenko / Gennadi Kaskov         | Union soviétique     | 2.0    | 1               | 1               | 1           |
| 2    | Oksana Grichtchouk / Alexandr Chichkov     | Union soviétique     | 4.6    | 3               | 2               | 2           |
| 3    | Catherine Pal / Donald Godfrey             | Canada               | 5.4    | 2               | 3               | 3           |
| 4    | Anna Croci / Luca Mantovani                | Italie               |        |                 |                 |             |
| 5    | Sophie Moniotte / Pascal Lavanchy          | France               |        |                 |                 |             |
| 6    | Ivana Střondalová / Milan Brzý             | Tchécoslovaquie      |        |                 |                 |             |
| 7    | Jacqueline Petr / Mark Janoschak           | Canada               |        |                 |                 |             |
| 8    | Krisztina Kerekes / Csaba Szentpétery      | Hongrie              |        |                 |                 |             |
| 9    | Elizabeth Punsalan / David Shirk           | États-Unis           |        |                 |                 |             |
| 10   | Vera Zietemann / Andreas Ullmann           | Allemagne de l'Ouest |        |                 |                 |             |
| 11   | Christelle Gautier / Alberick Dalongeville | France               |        |                 |                 |             |
| 12   | Jennifer Goolsbee / Peter Chupa            | États-Unis           |        |                 |                 |             |
| 13   | Natasha Smith / Paul Knepper               | Royaume-Uni          |        |                 |                 |             |
| 14   | Di Liu / Ye Fu                             | Chine                |        |                 |                 |             |
| 15   | Lynette Webb / Duncan Smart                | Australie            |        |                 |                 |             |